# 仓丰路留村站
仓丰路留村站是石家庄地铁2号线的地铁车站，位于中华人民共和国河北省石家庄市桥西区与裕华区平安南大街与仓丰路交叉口，于2020年8月26日开通。

## 车站结构
仓丰路留村站位于平安南大街与仓丰路交叉口，2号线车站沿平安南大街设置，呈南北走向，为地下两层岛式站台车站，车站长240米，标准段宽23.1米，车站地下一层为站厅层，地下二层为站台层，站台设置全高站台门。建设中的4号线车站沿仓丰路设置，呈东西走向，为地下三层岛式站台车站，车站长179.4米，标准段宽22.7米，车站地下一层为站厅层，地下三层为站台层，两线预计将采用通道换乘形式。
|                   |  | █ 2号线往柳辛庄（塔坛） |
| 島式 · 開左邊车门 |  |                         |
|                   |  | █ 2号线往嘉华路（南位） |

|               |  | 未來 █ 4号线往玉村南路（新客运总站） |
| 未啟用 · 島式 |  |                                      |
|               |  | 未來 █ 4号线往东垣东路（建设南大街） |

## 车站出口
仓丰路留村站共有4个出入口，其中C出入口仅设有无障碍电梯，各出口及周围设施如下所示：
| 出口编号                  | 照片 | 地点                               | 可到达目的地         |
| ------------------------- | ---- | ---------------------------------- | -------------------- |
| 出口 · A · 扶手电梯标志   |      | 平安南大街（东侧），仓丰路（北侧） | 仓丰五金装饰材料市场 |
| 出口 · B · 扶手电梯标志   |      | 平安南大街（东侧），仓丰路（南侧） | 石家庄市平安医院     |
| 出口 · C · 升降机标志     |      | 平安南大街（西侧），仓丰路（南侧） | 天悦城云锦园         |
| 出口 · D · 扶手电梯标志   |      | 平安南大街（西侧），仓丰路（北侧） | 石家庄市塔谈小学     |
| 註： 設有 \| 設有扶手電梯 |      |                                    |                      |

## 接驳交通

### 公交车
- 塔坛南：7路，205路，315路，344路

## 历史
本站工程名为塔谈南站，正式站名为仓丰路留村站，以车站横跨的仓丰路与所处的桥西区留村社区命名。
- 2019年1月3日，2号线车站主体结构封顶[6]。
- 2020年8月26日，本站随2号线通车开通[2]。
- 2021年1月9日，受新冠疫情影响，车站暂停运营[7]。2月19日，车站恢复运营[8]。
- 2022年8月28日，受新冠疫情影响，车站暂停运营[9]。9月6日，车站恢复运营[10]。
- 2024年8月13日，4号线车站主体结构封顶[11]。